# Meedo yeni
Meedo yeni är en spindelart som beskrevs av Norman I. Platnick 2002. Meedo yeni ingår i släktet Meedo och familjen Gallieniellidae. Inga underarter finns listade i Catalogue of Life.